# Eleutherodactylus nivicolimae
Eleutherodactylus nivicolimae är en groddjursart som först beskrevs av Dixon och Webb 1966.  Eleutherodactylus nivicolimae ingår i släktet Eleutherodactylus och familjen Eleutherodactylidae. IUCN kategoriserar arten globalt som sårbar. Inga underarter finns listade i Catalogue of Life.